# Resolutie 298 Veiligheidsraad Verenigde Naties
Resolutie 298 van de Veiligheidsraad van de Verenigde Naties werd op 25 september 1971 aangenomen. Dit gebeurde met veertien stemmen voor en de onthouding van Syrië. De resolutie verklaarde nogmaals dat de bestuurlijke wijzigingen die Israël had doorgevoerd in Oost-Jeruzalem nietig waren en riep op deze terug te draaien.

## Achtergrond
Na de Arabisch-Israëlische Oorlog van 1948 was de stad Jeruzalem in tweeën gedeeld. Het moderne West-Jeruzalem was in Israëlische handen. Het oude deel van stad was veroverd en vervolgens geannexeerd door Jordanië. Tijdens de Zesdaagse Oorlog in juni 1967 veroverde Israël dit deel van de stad en begon het opnieuw in te palmen. Oost-Jeruzalem werd bestuurlijk samengevoegd met West-Jeruzalem. Vervolgens verschenen de Israëlische nederzettingen in de bezette gebieden, waaronder Oost-Jeruzalem, waaraan de Palestijnen steeds meer grondgebied verloren.

## Inhoud
De Veiligheidsraad bracht zijn resoluties 252 en 267 in herinnering. De Veiligheidsraad deed dit ook met de resoluties 2253 (ES-V) en 2254 (ES-V) van de Algemene Vergadering over de handelingen van Israël om de status van het door Israël bezette deel van Jeruzalem te wijzigen.
De Veiligheidsraad merkte de brief van de Permanent Vertegenwoordiger van Jordanië op, evenals de rapporten van secretaris-generaal U Thant en de verklaringen van de partijen over de situatie in Jeruzalem in overweging genomen.
Er werd nogmaals bevestigd dat het verkrijgen van gebied door verovering onaanvaardbaar is. De Veiligheidsraad merkte bezorgd op dat Israël niet aan bovenstaande resoluties voldeed. De Veiligheidsraad merkte voorts bezorgd op dat Israël na deze resoluties nog handelingen had gesteld om de status van Jeruzalem te wijzigen.
De Veiligheidsraad bevestigde opnieuw de resoluties 252 en 267. Betreurd werd dat Israël de vorige resoluties die betrekking hadden op de status van de stad Jeruzalem naast zich neerlegde. De Veiligheidsraad bevestigde dat alle juridische en administratieve acties die gericht waren op het incorporeren van het bezette gebied, waaronder onteigening, volksverhuizing en het instellen van wetten, ongeldig waren en de status van Jeruzalem niet konden wijzigen.
Israël werd met klem opgeroepen om alle maatregelen en handelingen te herroepen en in te trekken en in het bezette deel van Jeruzalem geen nieuwe stappen meer te ondernemen die de status van de stad zouden beïnvloeden, of waardoor de rechten der inwoners en de belangen der internationale gemeenschap evenals een duurzame vrede zouden worden geschaad.
De secretaris-generaal werd gevraagd om in samenspraak met de voorzitter van de Raad het nodige te doen om binnen zestig dagen over de uitvoering van deze resolutie te kunnen rapporteren.

## Verwante resoluties
- Resolutie 280 Veiligheidsraad Verenigde Naties
- Resolutie 285 Veiligheidsraad Verenigde Naties
- Resolutie 313 Veiligheidsraad Verenigde Naties
- Resolutie 316 Veiligheidsraad Verenigde Naties

Lijst ·  292 ·  293 ·  294 ·  295 ·  296 ·  297 ·  298 ·  299 ·  300 ·  301 ·  302 ·  303 ·  304 ·  305 ·  306 ·  307